# Ayhika Mukherjee
Pour les articles homonymes, voir Mukherjee.
Ayhika Mukherjee, née le 10 juin 1997, est une joueuse de tennis de table indienne originaire de Naihati, au Bengale-Occidental. Elle a fait partie de l'équipe indienne aux Jeux asiatiques de 2018 et 2022. Avec Sutirtha Mukherjee, elle a remporté la médaille de bronze pour l'Inde en double dames de tennis de table aux Jeux asiatiques de 2022.

## Biographie
Aux Jeux asiatiques de 2022, elle a battu avec sa sœur Sutirtha Mukherjee la paire chinoise favorite composée de Chen Meng et Wang Yidi en quarts de finale, remportant ainsi une médaille de bronze historique pour l'Inde. Elles s'inclinent finalement en demi-finale face aux Nord-Coréennes Cha Su-yong et Pak Su-gyong.
Elle a également battu la numéro une mondiale chinoise, Sun Yingsha, lors des Championnats du monde de tennis de table par équipes 2024.

## Palmarès
- Open de Slovaquie junior 2014 : a remporté la médaille d'or en simple et a fait partie de l'équipe victorieuse lors du l'Open de Slovaquie junior 2014[1].

## Distinctions
Elle a été honorée du prix Arjuna (en) en 2023,.